# Paradonea splendens
Paradonea splendens is een spinnensoort uit de familie van de fluweelspinnen (Eresidae).
De wetenschappelijke naam van de soort werd in 1936 als Adonea splendens gepubliceerd door Reginald Frederick Lawrence.